# Universidade de Kassel
A Universidade de Kassel (em alemão: Universität Kassel) é uma instituição de ensino superior localizada em Kassel, no estado da Hessen, Alemanha.